# Allium tubiflorum
Allium tubiflorum (лат.) — вид однодольных растений рода Лук (Allium) семейства Амариллисовые (Amaryllidaceae). Впервые описан британским ботаником Алфредом Бартоном Рендлом в 1906 году.

## Распространение и среда обитания
Эндемик центрального Китая, известный из провинций Ганьсу, Хэбэй, Хэнань, Хубэй, Шэньси, Шаньси и Сычуань.

## Ботаническое описание
Луковичный геофит. Растение без характерного для других луков ароматом.
Луковица одиночная, диаметром 1—2 см, от яйцевидной до почти шаровидной формы; шелуха серовато-чёрная.
Листья цилиндрические, шероховатые на углах.
Соцветие зонтичное, несёт по нескольку цветков со звездчатым околоцветником от красного до фиолетового цвета.
Цветёт и плодоносит с июля по октябрь.

## Синонимы
Синонимичные названия:
- Caloscordum tubiforum (Rendle) Traub
- Nothoscordum tubiflorum (Rendle) Stearn